# Podtureň
Podtureň (bis 1927 slowakisch „Poturňa“ oder „Potúreň“; ungarisch Pottornya) ist eine Gemeinde im Norden der Slowakei, mit 1055 Einwohnern (Stand 31. Dezember 2024), die zum Okres Liptovský Mikuláš, einem Teil des Žilinský kraj gehört.

## Geographie

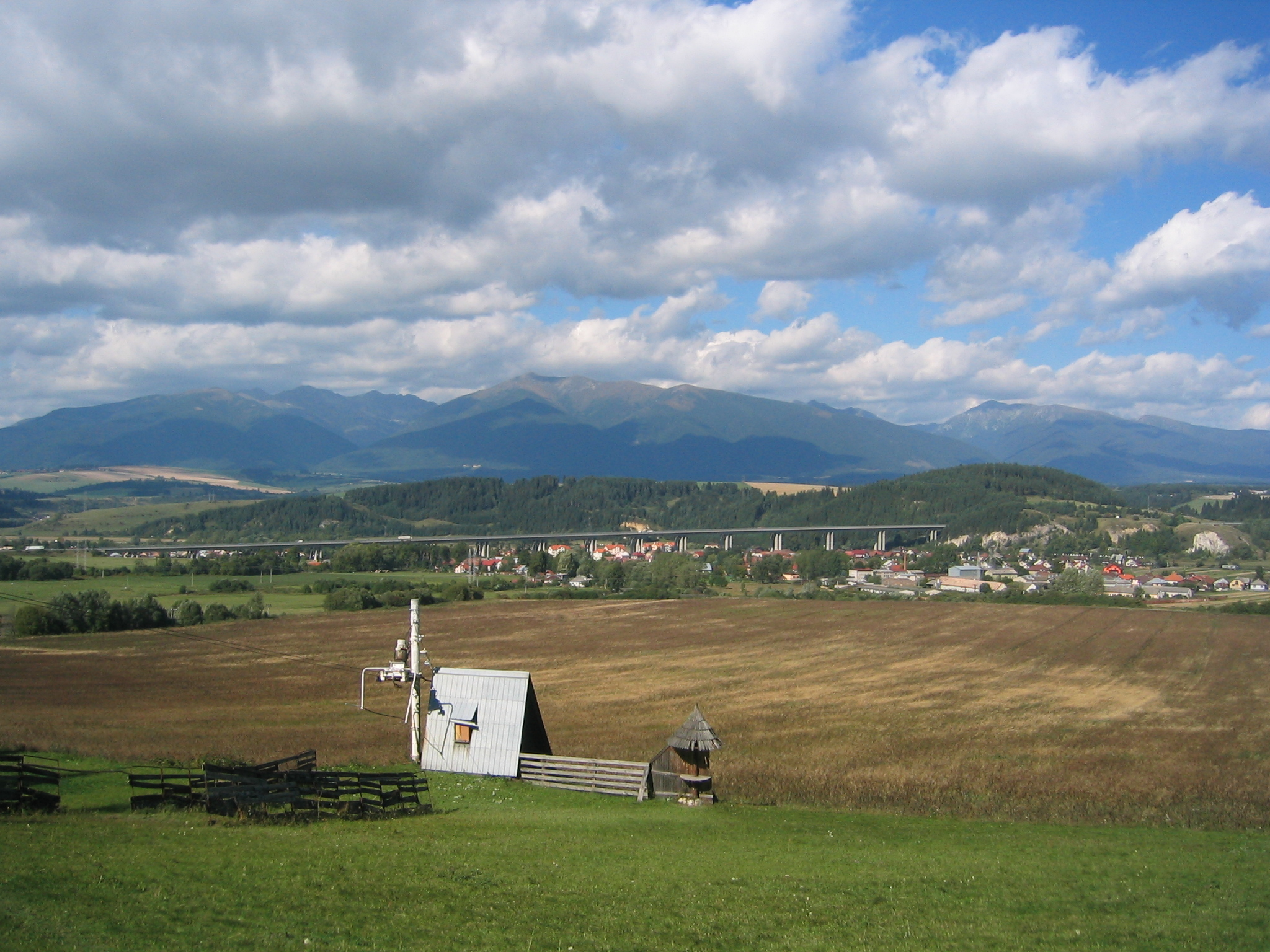
Blick von Liptovský Ján heraus, mit der Westtatra im Hintergrund

Die Gemeinde gehört zur traditionellen Landschaft Liptau und befindet sich im Talkessel Podtatranská kotlina an der Waag. Das Ortszentrum liegt auf einer Höhe von 615 m n.m. und ist vier Kilometer von Liptovský Hrádok sowie acht Kilometer von Liptovský Mikuláš gelegen.

## Geschichte
Podtureň wurde zum ersten Mal 1331 als Tornalia schriftlich erwähnt, als der örtliche Landherr eine Kirche bauen ließ. Die bedeutendsten Landbesitzer im Verlaufe der Jahrhunderten war das Geschlecht Pottornyai (slowakisch Podturňanskí). Die erste Schule wurde erst nach der Entstehung der Tschechoslowakei im Jahre 1919 gegründet.

## Bevölkerung
| Jahr                | 1994 | 2004     | 2014     | 2024    |
| ------------------- | ---- | -------- | -------- | ------- |
| Anzahl der Personen | 433  | 514      | 1014     | 1055    |
| Unterschied         |      | +18,70 % | +97,27 % | +4,04 % |

| Jahr                | 2023 | 2024    |
| ------------------- | ---- | ------- |
| Anzahl der Personen | 1063 | 1055    |
| Unterschied         |      | −0,75 % |

Ergebnisse nach der Volkszählung 2001 (479 Einwohner):
| Nach Ethnie: - 98,75 % Slowaken - 0,63 % Tschechen - 0,42 % Magyaren - 0,21 % Polen | Nach Religion: - 56,37 % evangelisch - 24,01 % römisch-katholisch - 18,37 % konfessionslos - 0,42 % keine Angabe |

## Bauwerke
- drei Landsitze im Renaissance-, Barock- sowie klassizistischen Stil
- Autobahnbrücke Podtureň (Länge 1035 m) auf der D1, 1983 fertiggestellt